# Ferrovia Transalpina

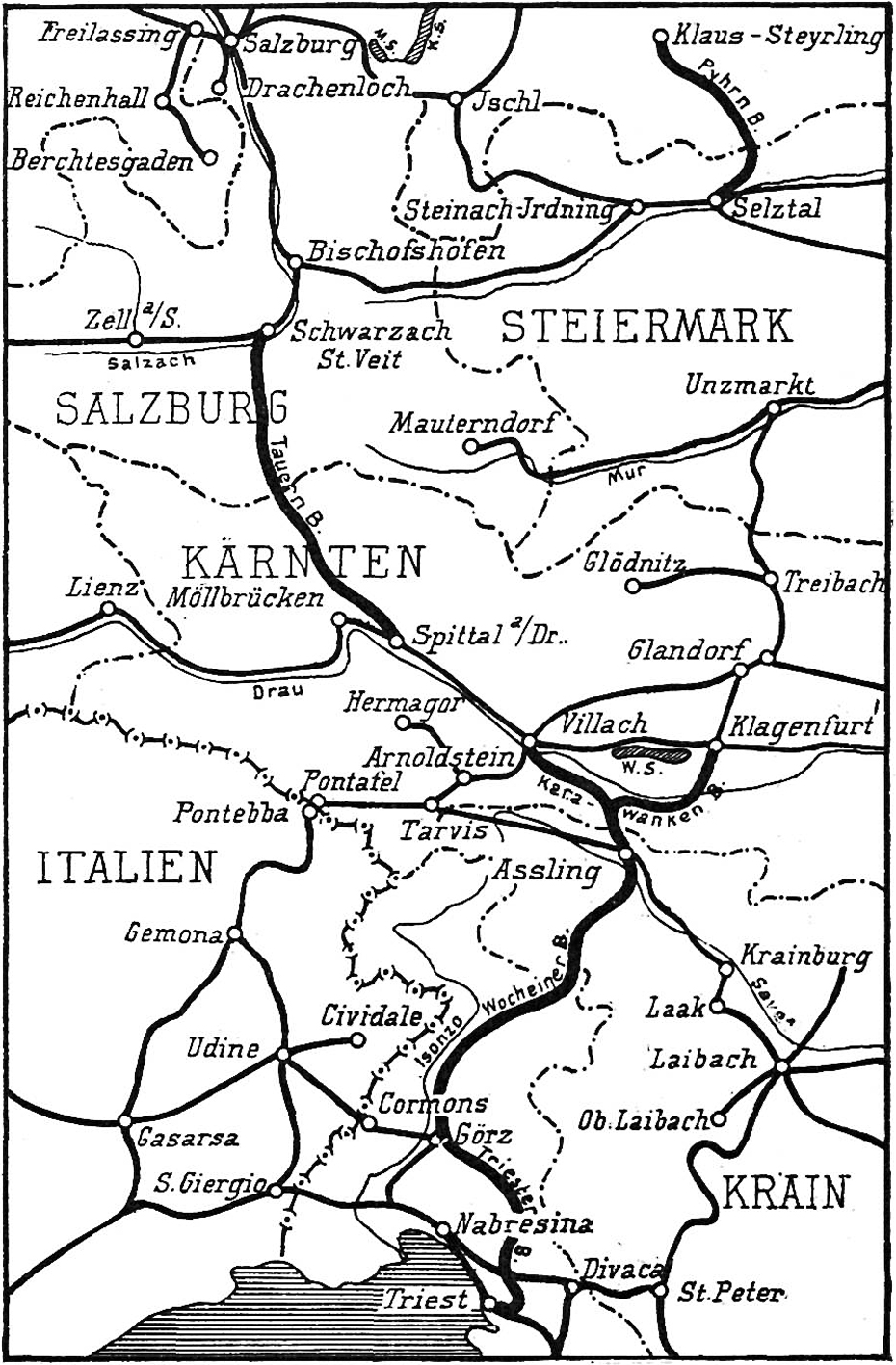
Mappa

Con il termine di origine latina Transalpina venne denominato un vasto complesso di linee ferroviarie costruite all'inizio del XX secolo dall'Impero austro-ungarico nell'ambito dell'Alpenbahnenprogramm allo scopo di migliorare i collegamenti fra l'interno e il Porto di Trieste, unendo le città di České Budějovice e Trieste, al tempo entrambe appartenenti all'impero.
La ferrovia Transalpina si compone delle seguenti tratte ferroviarie, in parte preesistenti alla "Legge sulla Transalpina" del 1º giugno 1901:
- la České Budějovice-Linz (Summerauerbahn, in tedesco), già esistente, aperta in varie sezioni tra il 1869 e il 1871[3];
- la Linz-Selzthal (Pyhrnbahn), prolungamento a Selzthal della linea locale Linz-Rohr-Kremsmünster-Klaus realizzata tra il 1881 e il 1888[4];
- la Selzthal-Bischofshofen (Ennstalbahn), collegamento esistente dal 1875 tra la Rudolfsbahn e la Giselabahn[5];
- la Bischofshofen-Schwarzach Sankt Veit, parte della linea Salisburgo-Wörgl-Innsbruck (Giselabahn), esistente dal 1875[6];
- la Schwarzach Sankt Veit-Spittal.Milstättersee, o linea dei Tauri (Tauernbahn), costruita a seguito della "Legge sulla Transalpina"[7];
- la Spittal Milstättersee-Villaco, parte della linea Marburgo-Fortezza (Drava-Pusteria), esistente dal 1871[8];
- i tre rami Villaco-Rosenbach[9], Klagenfurt-Rosenbach[10] e Rosenbach-Jesenice[11] della linea delle Caravanche (Karawankenbahn), costruita a seguito della "Legge sulla Transalpina";
- la Sankt Veit an der Glan-Klagenfurt, esistente dal 1869[10];
- la Jesenice-Trieste (Wocheinerbahn, il cui tratto tra Gorizia e Trieste era chiamato in modo ufficioso Karstbahn, cioè Linea del Carso), nota in Italia come Transalpina, costruita a seguito della "Legge sulla Transalpina"[12].

## Storia
Il complesso di linee nacque come progetto coerente delle Ferrovie imperiali dello stato austriaco (KKStB) che si ponesse come alternativa alla Trieste-Vienna, gestita dalla privata Südbahn, in modo da sottrarre la società statale alle onerose tariffe imposte dalla concorrente. Era intento dei propugnatori, inoltre, creare un secondo collegamento ferroviario diretto tra Trieste e il centro Europa.
Una lunga battaglia politica durata per decenni portò infine alla realizzazione di una serie di collegamenti che dovevano servire allo scopo. La costruzione della Transalpina venne approvata per legge il 6 giugno 1901 e i lavori per la sua costruzione iniziarono nelle settimane seguenti. Il complesso di linee fu completato e aperto tra il 1906 e il 1909.
L'itinerario originario dell'intera linea fu realizzato a binario semplice ad eccezione dei seguenti tre trafori i quali furono costruiti a doppio binario:
- Galleria di Piedicolle (Bohinj, in sloveno, Wochein in tedesco) che valica lo spartiacque delle Alpi Giulie ed è lunga 6 339 m (dopo i danneggiamenti dovuti al conflitto bellico, dal 1945 la lunghezza fu ridotta a 6 327 m)[13];
- il traforo delle Caravanche, che valica la catena montuosa omonima, lungo 7 976 m;
- il traforo dei Tauri, lungo in origine 8.550 m. e dal 2004 ridotto a 8.371 m. con modifica del portale nord, che valica l'omonima catena montuosa[14].

A Trieste la linea si attestava presso l'impianto della kkStB, Trieste Sant'Andrea, la quale fu allargata per l'occasione, dotandola dell'attuale fabbricato viaggiatori e di un piazzale ferroviario che potesse disimpegnare il traffico preventivato. In seguito, il nome della stazione fu designato negli orari destinati al pubblico anche come Trieste Stato (in tedesco, Triest Staatsbahnhof) per distinguerla dall'altra stazione triestina, Trieste Meridionale (Triest Südbahnhof), di proprietà della Südbahn.
Al termine della prima guerra mondiale e a seguito dei trattati di Saint-Germain-en-Laye (1919) e di Rapallo (1920), il complesso di linee finì sotto la giurisdizione degli stati che successero all'Impero austro-ungarico. In particolare:
- la sezione fra la galleria di Piedicolle e Trieste passò in territorio italiano e fu esercita dalle Ferrovie dello Stato (FS). La stazione di Trieste Stato fu ribattezzata Trieste Campo Marzio;
- la sezione fra la galleria di Piedicolle e quello delle Caravanche fu assegnata al Regno dei Serbi, dei Croati e degli Sloveni;
- il tronco tra České Budějovice e Horní Dvořiště divenne cecoslovacco;
- il resto delle ferrovie rimase all'Austria.

Nel periodo tra le due guerre il traffico sulla linea rimase notevole sulla tratta Gorizia - Jesenice, ma i treni a lunga percorrenza ed i merci da /per Trieste utilizzavano il percorso più facile via Monfalcone. Di conseguenza la tratta Trieste - Gorizia fu utilizzata solo per modesti servizi locali, anche se il tratto Trieste - Opicina venne elettrificato.
Dopo la Seconda Guerra Mondiale, come conseguenza del trattato di Parigi (1947), il confine fra Italia e Jugoslavia fu spostato presso la stazione di Monrupino (in sloveno Repentabor). L'anno seguente le ferrovie jugoslave aprirono al traffico una variante fra Sesana (in sloveno Sežana), sulla ferrovia Meridionale, e Crepegliano (Kreplje), per permettere l'allacciamento alla Meridionale in territorio jugoslavo. I servizi passeggeri, sospesi durante la guerra, furono ripristinati sul nuovo percorso, da Sesana e Nova Gorica, già Gorizia Montesanto, e fino al 1935 capolinea del servizio tranviario cittadino. Il tratto tra Kreplje (Crepegliano), Villa Opicina e Trieste Campo Marzio fu dedicato al solo servizio merci, piuttosto intenso per treni diretti dall'Austria al Porto di Trieste, fino alla fine degli anni sessanta, esercitato fino a Opicina dalle JZ (ferrovie jugoslave). All'inizio degli anni ottanta il traffico merci cessò definitivamente sul tratto Crepegliano-Villa Opicina, ma la linea è stata mantenuta funzionante seppur in condizioni minimali e con rallentamenti. Negli ultimi trent'anni vi è transitato solo qualche raro treno turistico. Nel 2019 la parte italiana del percorso è stata radicalmente rinnovata, con armamento moderno e traverse in cemento armato, ma la linea successivamente non è stata mai utilizzata.  Il tratto Villa Opicina-Trieste Campo Marzio, pur se elettrificato dal 1935, viene utilizzato solo saltuariamente: a causa della sua notevole pendenza (27 per mille), si preferisce inoltrare i treni merci  via Aurisina e galleria di circonvallazione.
Nel 1991, con la dichiarazione di indipendenza della Slovenia, il tronco Jesenice-Sesana- (Villa Opicina)  è passato in gestione alla ferrovie slovene. Nel 1993, a seguito della dissoluzione della Cecoslovacchia, la sezione ferroviaria di quest'ultima nazione è passata alla Repubblica Ceca.